# Drosophila flavorepleta
Drosophila flavorepleta är en tvåvingeart som beskrevs av Patterson och Crodowaldo Pavan 1952. Drosophila flavorepleta ingår i släktet Drosophila och familjen daggflugor.
Artens utbredningsområde är Brasilien.